# Francisco de Vargas y Mejía
Francisco de Vargas y Mejía (Madrid, 1500; falecido no mosteiro dos Jerônimos na Comarca de la Sisla em 20 de abril de 1566) foi um diplomata e escritor eclesiástico espanhol.
Pertenceu a uma antiga família da baixa nobreza e estudou Direito na Universidade de Alcalá, obtendo o grau de licenciado em Direito. Tornou-se funcionário do governo e, pela sua energia e formação, sobretudo pelo conhecimento do direito, ascendeu ao cargo de fiscal do Conselho de Castela, ou seja, procurador-geral. Em 1545, o imperador Carlos V do Sacro Império Romano-Germânico enviou-o ao Concílio de Trento. Em janeiro de 1548, ele protestou, como representante de Carlos no Concílio, contra a sua transferência para Bolonha. Em 1551, felicitou o Concílio pelo seu regresso a Trento.
Durante os anos 1552-1559 foi embaixador espanhol em Veneza.
Escrevendo depois de o rei Filipe II ter decidido declarar guerra ao Papa Paulo IV, escreveu numa carta à princesa viúva de Portugal, regente de Espanha, datada de 22 de setembro de 1556:
"Eu relatei a Vossa Alteza o que está acontecendo aqui, e até onde o Papa está indo em sua fúria e vãs imaginações. Sua Majestade não poderia fazer outra coisa senão cuidar de sua reputação e domínios. Tenho certeza de que Vossa Alteza terá ouvido notícias mais recentes do Duque de Alba, que entrou em campo com um excelente exército e penetrou tão profundamente no território do Papa que a sua cavalaria está atacando a dez milhas de Roma, onde o pânico é tal que a população teria fugido se os portões não estivessem fechados. O Papa adoeceu de raiva e estava com febre no dia 16 deste mês. Os dois irmãos Carafa, o Cardeal e o Conde Montorio, não concordam. Eles e Piero Strozzi não se dão tão bem como no passado. Gostariam de discutir a paz. O melhor seria que o Papa morresse, pois ele é o veneno que está na raiz de todos estes problemas e de outros que podem ocorrer. A intenção de Majestade é apenas arrancar a faca da mão deste louco e fazê-lo recuperar o sentido da sua dignidade, agindo como o protetor da Santa Sé, em cujo nome, e do Colégio dos Cardeais, Sua Majestade proclamou publicamente que ele se apoderou de tudo o que ocupa. O Papa agora envia novamente ajuda aos potentados da Itália. Espero que ele ganhe com isso tão pouco como ganhou no passado e que os franceses se acalmem. Que Deus nos dê a paz no final, como suas Majestades desejam e merecem!"
Em 1558, negociou em Roma com Paulo IV a respeito do reconhecimento de Fernando I como imperador e em referência à fundação de novas dioceses na Holanda. A partir de 1559, ele sucedeu Gigueroa como embaixador espanhol na Cúria Romana. Como tal, teve um papel importante na eleição do Papa Pio IV. Quando Pio IV moveu uma ação contra os parentes de Paulo IV, Vargas se esforçou para salvar os Caraffa. Por algum tempo ele não foi visto com bons olhos pelo Papa, que tentou fazer com que fosse chamado de volta pela Espanha. No entanto, Vargas obteve novamente a confiança de Pio IV, e foi por este incumbido em 1563 de preparar um parecer sobre a questão da jurisdição papal, sobre a qual o Concílio de Trento se havia envolvido numa disputa.
O documento preparado por Vargas foi publicado em Roma no mesmo ano sob o título de De episcoporum jurisdicione et de pontificis maximi auctoritate responsum. Nesse documento, Vargas fala como um defensor estrito do papado. Outra questão teológica que ele abordou foi a da concessão do cálice aos leigos. A isso ele se opôs decididamente. Seus relatórios e cartas contêm informações importantes sobre os acontecimentos do Concílio de Trento, mas ele não pode ser considerado uma testemunha totalmente imparcial, porque seu interesse era o de um diplomata a serviço de seu rei. Ele teve destaque nos assuntos do Concílio pela última vez quando, em conjunto com o embaixador espanhol em Trento, tentou adiar o seu encerramento. Após seu retorno à Espanha, foi nomeado conselheiro de estado, mas logo renunciou a todos os seus cargos e retirou-se para o mosteiro dos Jerônimos de la Cisla, perto de Toledo, a fim de se preparar para a morte. Seus contemporâneos o elogiaram como um homem altamente educado e patrono do aprendizado.